# 喉鏡檢查術

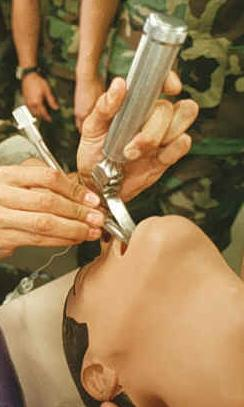
氣管插管訓練。在喉鏡的直接幫助下，插管正確的引入。

喉鏡檢查術（laryngoscopy、喉鏡檢查法、喉鏡檢查、喉視鏡檢查）為檢查咽喉之一部喉部的內視鏡。喉鏡檢查術是一種醫療程序，是用來獲得一個身體內部組織的視界圖。比如，声带及声门的內視。進行喉鏡檢查術以幫助在全身麻醉（General anaesthesia）或心肺复苏期間的气管插管、或者在喉部、或在上部氣管之支氣管的其他部位進行外科手術。

## 直接喉鏡檢查
直接喉鏡葉不同尺寸和形狀的喉鏡葉片。大致分為兩類：直的（straight)和彎曲的(curved)。除了做為氣管插管工具外，因其特殊的造型有時也可做為其他用途，例如開酒瓶。

## 應用
- 檢測喉嚨和耳痛的原因。

## 傳統喉鏡檢查
絕大多數氣管插管涉及使用一種或另一種類型的觀察儀器。

## 詞源和發音
單詞 喉鏡檢查術(laryngoscopy) (/ˌlærɪŋˈɡɒskəpi/)，為〈laryngo- + -scopy〉之結合詞.

## 外部連接
- Videos of direct laryngoscopy recorded with the Airway Cam (TM) imaging system, a head mounted camera system
- Photos of Flexible Laryngoscopy and Its Variations
- Phisick（页面存档备份，存于） Pictures and information about antique laryngoscopes
- Yahoo Health on Laryngoscopy
- Transnasal Flexible Laryngoscopy (TFL)
- Fiber Optic MacIntosh Laryngoscope Set
- New developments in the field（页面存档备份，存于）

Template:Endoscopy